# Birger Jarl
Birger Magnusson, más conocido como Birger Jarl (década de 1210 - Jälbolung, Vestrogotia, 21 de octubre de 1266) fue un noble sueco, y jarl a partir de 1248 hasta su muerte. Fue regente de Suecia desde 1250. Era hijo de Magnus Minniskiöld y de Ingrid Ylva.

## Biografía
Noble de nacimiento, Birger se dedicó también a las actividades militares al servicio del rey. Se casó en 1235 o 1237 con la princesa Ingeborg Eriksdotter, la hermana del rey Erico XI Eriksson, compitiendo ferozmente con otros pretendientes. De esa unión se tiene noticia que nacieron ocho hijos, y Birger se convirtió en uno de los hombres más influyentes del reino. Su nombre aparece en crónicas medievales a partir del año 1237.
En 1240 organizó una campaña militar contra la República de Novgorod, pero su ejército fue derrotado por Alejandro Nevski durante la batalla del Neva en el río Nevá, cerca del asentamiento de Ust-Izhora, el 15 de julio de 1240. Después del derrocamiento del jarl Ulf Fase entre 1247 y 1248, Birger jarl accedió al cargo de jarl por mandato de Erico XI.
A la muerte de Erico XI en 1250 y ante la falta de hijos del difunto rey, Valdemar, el hijo mayor de Birger jarl e Ingeborg fue designado como sucesor en el trono de Suecia. A causa de la minoría de edad del nuevo monarca, Birger jarl se ocupó del gobierno regente, y desde 1250 hasta su muerte fue el gobernante de facto.
Birger jarl intentó aumentar el poder y la prosperidad de Suecia. En 1249, comenzó una expedición militar en Finlandia, donde sometió a la región de Tavastia y erigió el castillo de Tavastehus, en la actual ciudad de Hämeenlinna, iniciando así la construcción de un imperio sueco en la costa oriental del Mar Báltico. Concluyó un importante tratado comercial con la ciudad de Lübeck, y según la Crónica de Erik, habría fundado la ciudad de Estocolmo, a fin de convertirla en el centro del comercio entre Suecia y Lübeck.
Tras la muerte de Ingeborg en 1254, Birger volvió a casarse, esta vez en 1261 con la reina viuda de Dinamarca, Matilde de Holstein.
Birger jarl falleció el 21 de octubre de 1266 en un lugar llamado Jälbolung, provincia de Vestrogotia. Fue sepultado junto a Matilde y a su hijo, Erik, en el convento de Varnhem.
Cuando se edificó el ayuntamiento de Estocolmo entre 1911 y 1923, se construyó una tumba bajo la torre del edificio para que los restos de Birger Jarl fueran trasladados allí. Ante la negativa de las autoridades eclesiásticas, la tumba permaneció como un cenotafio.

### Familia
Antes del matrimonio, tuvo un hijo de madre desconocida y por lo tanto ilegítimo:
1. Gregers Birgersson (fallecido en 1276).

Casado con Ingeborg Eriksdotter entre 1235 y 1237, se dice que tuvo ocho hijos:
1. Riquilda (c.1238 -1288): fue la esposa del príncipe noruego Haakon el Joven, hijo de Haakon IV.
2. Valdemar (c.1229-1302): fue rey de Suecia desde 1250 hasta 1275.
3. Magnus (alrededor de 1240-1290): fue rey de Suecia desde 1275 hasta 1290.
4. ¿Cristina?
5. Catalina (c.1245-1289)
6. Erik (c. 1250-1275)
7. Ingeborg (c. 1253-1302)
8. Benedicto (1254-1291)

Casado con Matilde de Holstein en 1251, no se sabe si tuvo hijos. Algunas crónicas parecen señalar que Cristina era en realidad hija de Matilde, lo mismo que Benedicto. 

## Obras basadas en Birger Jarl
Birger Jarl es el personaje principal de la ópera nacional Birger Jarl, obra de 1774 de Gustaf Fredrik Gyllenborg, basada en esbozos del rey Gustavo III.
La boda en Ulvåsa (Bröllopet på Ulfåsa), una obra de teatro de Frans Hedberg de 1865, en la que se basaría Carl Engdahl para realizar una película con el mismo nombre en 1910, también tiene a Birger jarl como protagonista
La figura de Birger jarl constituye un personaje dentro de la serie de libros de Jan Guillou sobre las Cruzadas, donde se mezclan hechos históricos con la imaginación del autor. Ahí, Birger jarl es nieto del caballero Arn Magnusson.